# Juan Cuevas Perales
Juan Cuevas Perales va nàixer a Guadassuar (Ribera Alta) el 8 de febrer de 1782. Fou batejat a l'església de la Santa Creu de València amb els noms de Juan, Vicente, Antonio i Constantino.
La seua formació musical es va desenvolupar a la catedral de València, on ingressà de xiquet com a infantillo el 1790. Estudià inicialment amb Morera i després amb Pons. El 1801 era mestre de la parròquia de Sant Martí de València, i ocupà el càrrec fins al 1804, quan tornà a la catedral per a fer-hi d'epistoler. Temps després, el febrer de 1817, es va traslladar a Tortosa per ocupar-hi la plaça de mestre de capella. Amb tot, dies abans d'ocupar-la, sol·licità i guanyà el mateix càrrec a la col·legiata de Xàtiva.
El 1832, després de passar per Màlaga i Toledo i quan era mestre de capella a Còrdova, es brindà al capítol de la catedral de València per reemplaçar el difunt Francesc Cabo Arnal, sense èxit de moment. Definitivament Cuevas s'incorporà a la catedral el desembre de 1833, on exercí de mestre de capella durant 22 anys, fins al 1855, any de la seua mort.

## Media
- Lauda Jerusalem. La Llum Musical Xativina, 1 CD. (2007).
- Gozos a Nuestra Señora de la Seo de Játiva. La Llum Musical Xativina, 1 CD. (2007).
- Nemo natus est in terra qualis Josef (fragment). Al registre audiovisual d'accés lliure de la Seu Valentina[1]